# Jack Davis (Politiker, 1916)
John „Jack“ Davis PC (* 31. Juli 1916 in Kamloops, British Columbia; † 27. März 1991 in West Vancouver, British Columbia) war ein kanadischer Wirtschaftswissenschaftler, Ingenieur und Politiker der Liberalen Partei Kanadas sowie der British Columbia Social Credit Party, der zwölf Jahre Abgeordneter des Unterhauses sowie mehrmals Minister war. Später war er Mitglied der Legislativversammlung von British Columbia sowie mehrere Jahre Minister in der Provinzregierung von British Columbia.

## Leben
Nach dem Schulbesuch absolvierte Davis ein Studium, das er mit einem Bachelor of Arts (B.A.) sowie einem Master of Arts (M.A.) abschloss. Weiterhin schloss er ein Studium an der University of British Columbia mit einem Bachelor of Science (B.Sc.) sowie ein postgraduales Studium der Landschaftsarchitektur mit einem Master of Landscape Architecture (M.L.A.). Aufgrund seiner studentischen Leistungen erhielt er 1939 ein Rhodes-Stipendium zum Studium am St John’s College der University of Oxford. Zwischenzeitlich nahm Davis als Angehöriger der Royal Canadian Air Force am Zweiten Weltkrieg teil. Darüber hinaus erwarb er 1942 an der McGill University einen Doctor of Philosophy (Ph.D.) mit einer Arbeit über Hexogen sowie einen Doctor of Science (D.Sc.) und war als Wirtschaftswissenschaftler sowie als Ingenieur tätig.
Bei der Unterhauswahl vom 18. Juni 1962 wurde Davis als Kandidat der Liberalen Partei erstmals zum Abgeordneten des Unterhauses gewählt und vertrat dort zunächst den Wahlkreis Coast-Capilano sowie zuletzt seit der Wahl vom 25. Juni 1968 den Wahlkreis Capilano bis zu seiner Niederlage bei der Unterhauswahl am 8. Juli 1974.
Weniger als ein Jahr nach seiner ersten Wahl übernahm er im Mai 1963 sein erstes Regierungsamt und war bis September 1965 Parlamentarischer Sekretär beim Premierminister sowie später von Januar bis September 1966 Parlamentarischer Sekretär beim Minister für Bergbau und technische Begutachtung, ehe er von Oktober 1966 bis April 1968 Parlamentarischer Sekretär beim Minister für Energie, Bergbau und Ressourcen war.
Am 26. April 1968 wurde Davis von Premierminister Pierre Trudeau als Minister ohne Geschäftsbereich in das 20. kanadische Kabinett berufen und war in diesem anschließend nach einer Kabinettsumbildung vom 6. Juli 1968 bis zum 31. März 1969 Fischereiminister sowie danach Minister für Fischerei und Forstwirtschaft, ehe er zuletzt zwischen dem 11. Juni 1971 und dem 7. August 1974 das Amt des Umweltministers bekleidete.
Nach seinem Ausscheiden aus Regierung und Unterhaus verließ er einige Zeit später die Liberale Partei und wurde stattdessen Mitglied der British Columbia Social Credit Party, dem Provinzverband der Social Credit Party of Canada. Für diese wurde er am 11. Dezember 1975 erstmals in die Legislativversammlung von British Columbia gewählt und vertrat dort bis zum 15. September 1978 und dann erneut zwischen dem 10. Mai 1979 und dem 27. März 1991 den Wahlkreis Vancouver-Seymour.
Am 22. Dezember 1975 wurde Davis vom Premierminister von British Columbia, Bill Bennett, als Minister für Verkehr und Kommunikation erstmals in die Provinzregierung von British Columbia berufen, in der er nach einer Regierungsumbildung vom 29. Oktober 1976 bis zum 3. April 1978 Minister für Energie, Verkehr und Kommunikation war. In der von Bennetts Nachfolger Bill Vander Zalm gebildeten Provinzregierung war Davis schließlich von November 1986 bis zum 27. März 1991 Minister für Energie, Bergbau und Erdölressourcen.

## Veröffentlichungen
- Popular Politics. How To Make Democracy Work. Vancouver 1984